# Гаплогруппа K1a-a (мтДНК)
Гаплогруппа K1a-a — в популяционной генетике так называется гаплогруппа митохондриальной ДНК человека.

## Субклады
- K1a24
  - K1a24a
  - K1a24b
- K1a30
  - K1a30a
  - K1a30b
- K1a31
  - K1a31a
- K1a-a1
  - K1a11
  - K1a-a1a
  - K1a-a1b
- K1a-a2
- K1a-a3
  - K1a-a3a

## Палеогенетика

### Неолит
Анатолийский неолит
- I1579 | M13-72 ― Barcın Höyük — Енишехир (Бурса) — Турция — 6500–6200 BCE | 6211-6051 calBCE (7245±25 BP, PSUAMS-2954) — Ж — K1a-C150T.[1]

Линейно-ленточная керамика
- 282-88-2 ― Захоронение в Херксхайме — Херксхайм-бай-Ландау, Южный Вайнштрассе, Рейнланд-Пфальц — Германия — ~5000 calBC — Ж — K1a+150.[2]

### Бронзовый век
Унетицкая культура
- I5037 | RISE579, F0579, gr. 27 — Moravská Nová Ves — Бржецлав (район), Южно-Моравский край — Чехия — 2300–1900 BCE — М — R > R-M417 # K1a+150.[3]

Мукиш — Древний Ближний Восток
- ALA039 | 44.85, Locus 15, AT 14466 — Алалах — Рейханлы, Хатай (ил) — Турция — 1491-1301 calBCE (3125±24 BP, MAMS-33700) — Ж — K1a+150.[4]

## Публикации
2015
- Mathieson I, Lazaridis I, Rohland N, et al. (Ноябрь 2015). Genome-wide patterns of selection in 230 ancient Eurasians. Nature. 528 (7583): 499–503. doi:10.1038/nature16152. PMC 4918750. PMID 26595274.

2018
- Olalde I, Brace S, Allentoft ME, et al. (Март 2018). The Beaker phenomenon and the genomic transformation of northwest Europe. Nature. 555 (7695): 190–196. doi:10.1038/nature25738. PMC 5973796. PMID 29466337.

2019
- Blöcher, Jens. Genetic variation related to the adaptation of humans to an agriculturalist lifestyle. Майнцский университет (24 апреля 2020). doi:10.25358/openscience-3112.

2020
- Skourtanioti E, Erdal YS, Frangipane M, et al. (Май 2020). Genomic History of Neolithic to Bronze Age Anatolia, Northern Levant, and Southern Caucasus. Cell. 181 (5): 1158-1175.e28. doi:10.1016/j.cell.2020.04.044. PMID 32470401.